# 波斯尼亞和黑塞哥維那足球協會

名为总会时的标识

波斯尼亞和黑塞哥維那足球協會（簡稱N/FSBiH），是波斯尼亞和黑塞哥維那足球運動的管理機構，於1992年成立，總部設於塞拉耶佛，負責管轄波黑各級別職業足球聯賽（包括波黑足球超级联赛）、波黑杯以及各級別男女子的國家足球隊。该协会的前身为设立于1920年的南斯拉夫萨拉热窝足球分会。
2002年5月，塞族共和国足球协会和波斯尼亚和黑塞哥维那足球协会合并为“波斯尼亚和黑塞哥维那足球总会”。之前克族的黑塞哥-波斯尼亚足球协会已经合并至波斯尼亚和黑塞哥维那足球协会。2011年，总会的名称改为现名。

## 外部連結
- 官方网站  （波斯尼亞文）
- UEFA: Bosnia and Herzegovina （页面存档备份，存于） （英文）